# Treja
Il Treja è un fiume del Lazio, terzo maggior affluente di destra del Tevere. 

## Percorso
La sua sorgente si trova sul Monte Lagusiello, nel comune di Trevignano Romano, nei pressi del Lago di Bracciano; prosegue attraversando i comuni di Mazzano Romano, Calcata, Faleria e Civita Castellana, nell'ultimo tratto entra nella valle del Tevere per poi confluire nel fiume Tevere, quasi frontalmente al torrente Aia tra Foglia e Poggio Sommavilla. È il terzo maggior tributario di destra, del Tevere dopo Paglia e Nestore. Caratteristica è la lunga scia di sedimenti vulcanici che colora di bruno l'acqua del fiume Tevere per diversi metri dopo la foce del Treja.

## Orografia
Il Treja scorre in una stretta valle, cui dà anche il nome, caratterizzata dalla presenza di materiale vulcanico, in gran parte tufaceo (tufo rosso). In questo bacino si raccolgono anche le acque dei piccoli torrenti che affluiscono al Treja. Nei pressi di Monte Gelato, il corso del fiume si divide in diversi percorsi, intervallati da piccole cascate formatesi a seguito di fenomeni erosivi del letto di rocce tufacee su cui scorre il fiume (nei pressi delle cascatelle sono state girate scene di moltissimi film italiani, sin dagli anni cinquanta). Tutta la valle è caratterizzata dalla presenza di una folta vegetazione forestale.

## Territorio e ambiente

### Parco del Treja
Dal 1982 con Legge Regionale della regione Lazio il tratto di fiume compreso nei comuni di Mazzano Romano e Calcata fa parte del "Parco suburbano Valle del Treja".
Dal 1997 con legge regionale n.29 il parco ha assunto la nuova denominazione di Parco Regionale Valle del Treja.

### Legata
Legata è una località nel comune di Civita Castellana, dove sono visibili i resti di una vecchia diga probabilmente del 1750 circa, l'acqua alimentava un mulino situato più a sud a circa 300-400 metri, ancora è visibile l'entrata idrica, parte del muro ha ceduto nel 1992. Il toponimo Legata deriva probabilmente dalla parola allagamento. Successivamente al crollo del muro si è formata un'isoletta dove uno storico scultore del posto insieme ad alcuni ragazzi realizzano delle opere d'arte con il tufo donandole alla collettività, con l'intento di valorizzare l'ecosistema.

## Ponti
Il corso del fiume era superato dalla tranvia Roma-Civita Castellana con un ponte in muratura a quattro archi realizzato nel 1906. Rimasto danneggiato dalla piena del 1922, tale manufatto venne rimpiazzato con una struttura provvisoria in legno rimasta in opera fino alla chiusura della tranvia, avvenuta nel 1932.